# Iwakaftor
Iwakaftor (łac. ivacaftorum) – wielofunkcyjny organiczny związek chemiczny z grupy chinolonów, lek stosowany w leczeniu mukowiscydozy, wzmacniający działanie białka CFTR.

## Mechanizm działania
Iwakaftor zwiększa otwarcie kanału chlorkowego tworzonego przez białko CFTR poprzez fosforylację, niezależnie od adenozyno-5′-trifosforanu (ATP), jednakże dokładny mechanizm jest nieznany. Klinicznie iwakaftor powoduje zmniejszenie się ilości chlorków w pocie, poprawę natężonej objętości wydechowej pierwszosekundowej (FEV1), zmniejszenie ryzyka ponownej kolonizacji pałeczką ropy błękitnej, zwiększoną obecność Prevotella, poprawę klirensu śluzowo-rzęskowego, zwiększenie wskaźnika masy ciała (BMI), normalizację alkalizacji pokarmu w dwunastnicy.

## Zastosowanie
- leczenie pacjentów z mukowiscydozą, w wieku 6 lat i starszych, o masie ciała nie mniejszej niż 25 kg, z jedną z następujących mutacji bramkowania genu CFTR (klasy III): G551D, G1244E, G1349D, G178R, G551S, S1251N, S1255P, S549N lub S549[5]
- leczenie pacjentów z mukowiscydozą w wieku 18 lat i starszych z mutacją R117H genu CFTR[5]

W 2016 roku iwakaftor był dopuszczony do obrotu w Polsce, w preparacie prostym oraz złożonym z lumakaftorem.

## Działania niepożądane
Iwakaftor może powodować następujące działania niepożądane, występujące u ≥8% pacjentów, z częstością wyższą niż w grupie z placebo:
- ból głowy
- ból gardła
- zapalenia górnych dróg oddechowych
- blokada nosa
- ból brzucha
- przeziębienie
- biegunka
- wysypka
- nudności
- zawroty głowy